# 2光子吸収過程
2光子吸収過程（2こうしきゅうしゅうかてい）とは、多光子吸収過程のうち、同時に2個の光子が吸収されることによって、電子や原子の状態が励起され高いエネルギー準位に遷移すること。通常、非常に低い確率で発生する現象だが、レーザー光を収束させるなどの方法によって光子密度の大きな電磁波を作ると、多数個の光子が同時に吸収される状態が観測できるようになる。
特に、レーザーを収束させることによって生じる2光子吸収が発生する確率は、光子密度に対して非線形である(発生効率が光強度の自乗に比例して発生する)ため、2光子吸収が発生する範囲は、波長によって規定されるビームウェストより小さくなる。そのため、高分解能な顕微鏡や、光造形に応用されることがある。また、エネルギーの低い光で、高い遷移エネルギーを作り出すことができるため、例えば通常紫外線によって生じるような励起を赤外線レーザーによって発生させることもできる。